# Pont-l'Abbé-d'Arnoult
Pont-l'Abbé-d'Arnoult is een gemeente in het Franse departement Charente-Maritime (regio Nouvelle-Aquitaine). De plaats maakt deel uit van het arrondissement Saintes. Pont-l'Abbé-d'Arnoult telde op 1 januari 2022 1.793 inwoners.

## Geografie
De oppervlakte van Pont-l'Abbé-d'Arnoult bedroeg op 1 januari 2022 12,41 vierkante kilometer; de bevolkingsdichtheid was toen 144,5 inwoners per km².
De onderstaande kaart toont de ligging van Pont-l'Abbé-d'Arnoult met de belangrijkste infrastructuur en aangrenzende gemeenten.

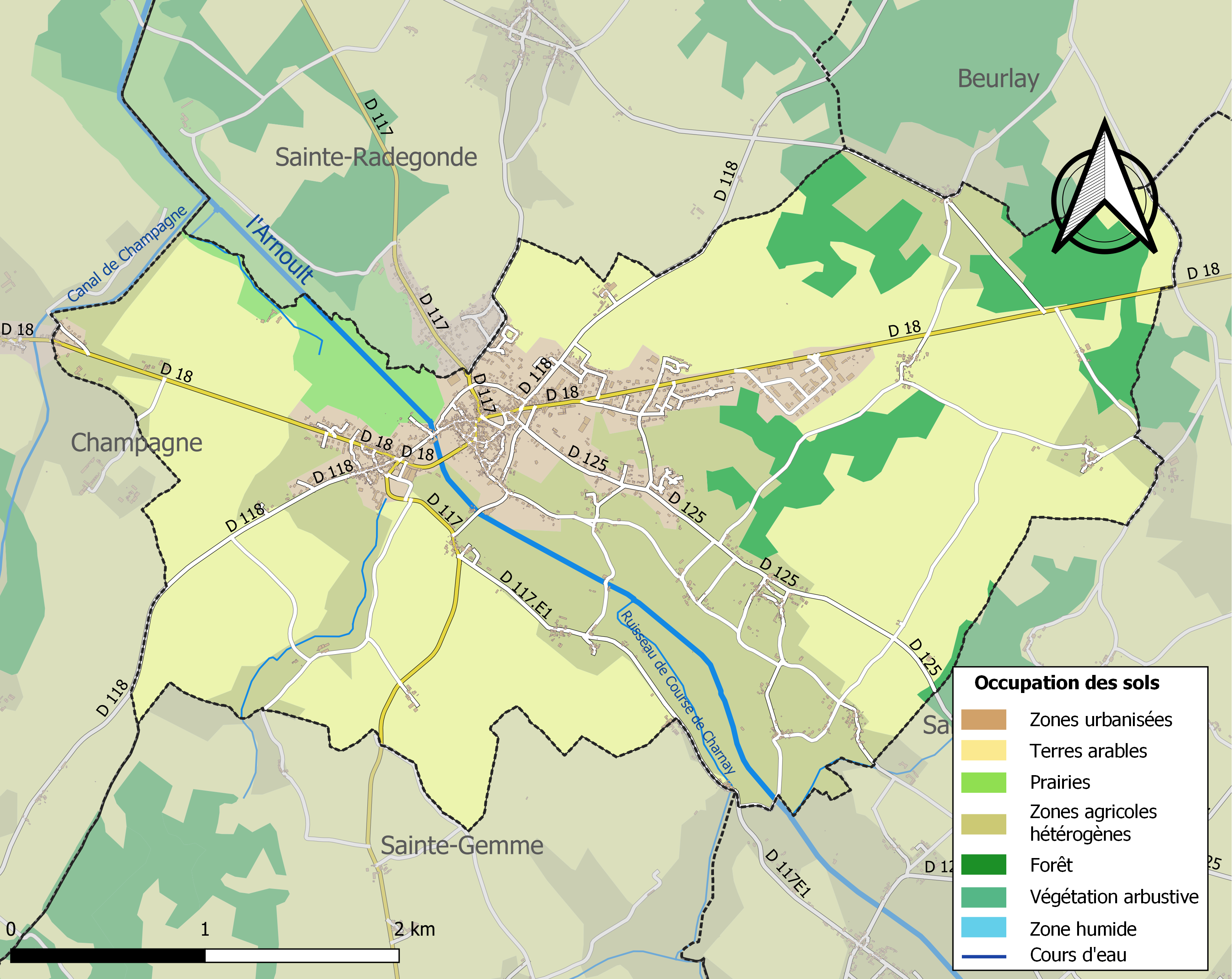

## Demografie
Onderstaande figuur toont het verloop van het inwonertal (bron: INSEE-tellingen).